# Theodore Harold Maiman
Theodore Harold Maiman (Los Angeles, 11 luglio 1927 – Vancouver, 9 maggio 2007) è stato un fisico e ingegnere elettronico statunitense.
Figlio di Abraham "Abe" Maiman, ingegnere elettrotecnico, e di Rose Abramson.
Il nome di Maiman è legato all'invenzione, il 16 maggio 1960 presso i laboratori della Hughes Research a Malibù (California), del laser a rubino.
Sviluppando la teoria di Albert Einstein sull'emissione stimolata di radiazioni (1917), il fisico statunitense realizzò per primo un artigianale laser al cristallo di rubino, l'invenzione che ha dato vita a tutte le successive applicazioni laser. Già nel 1962 il laser trovò la sua prima applicazione pratica per le micro-saldature durante gli interventi chirurgici alla retina. Tuttavia, nel 1964 Maiman aspirò inutilmente al Premio Nobel per la fisica, assegnato invece a Nikolaj Gennadievič Basov, Aleksandr Mikhailovich Prokhorov e Charles H. Townes.